# トロイ・ブロードブリッジ
トロイ・ブロードブリッジ（Troy Broadbridge、1980年10月5日 - 2004年12月26日）は、オーストラリアのオーストラリアンフットボール選手。オーストラリアン・フットボール・リーグのチームの一つであるメルボルン・フットボールクラブに所属していた。
オーストラリアン・フットボール・リーグでプレーする前は、サウス・オーストラリア・ナショナル・フットボール・リーグ(SANFL)のポート・アデレードでディフェンダーとしてプレーしており、2001年のシーズンを前にドラフトでメルボルン・フットボールクラブより指名を受けた。2001年にチーム内でモスト・インプルーブド・プレーヤー賞(最も上達した選手への賞)を受賞し、チームのレギュラーとして2シーズン以上の間にわたり26試合に出場した。
2004年12月18日、婚約していたトリーシャと結婚した。だが、同年の12月26日にタイのピーピー諸島へと新婚旅行へと向かったところ、スマトラ島沖地震により発生した津波によって海へとさらわれた。翌年の1月3日に死体公示所に安置されていた遺体がブロードリッジの父により本人の確認がされた。
ブロードリッジと一緒にいた妻のトリーシャは生還し、この体験をつづった本Beyond The Waveを出版し、夫であるブロードブリッジの名前の付いた学校を設立するなど多くの慈善事業やボランティア活動を行い、2006年にヤング・オーストラリアン・オブ・ザ・イヤーに選ばれた。
ブロードリッジの背番号であった20番は2005年から2006年の間にかけて使用されることはなかったものの、2007年から新加入した選手コリン・ガーランドに与えられた。